# Paralophia epiphytica
Paralophia epiphytica là một loài thực vật có hoa trong họ Lan. Loài này được (P.J.Cribb, Du Puy & Bosser) P.J.Cribb mô tả khoa học đầu tiên năm 2005.